# エスメラルダ (キャラック船)
エスメラルダ（ポルトガル語：Esmeralda）は、ポルトガルのキャラック船である。エスメラルダ号はヴァスコ・ダ・ガマの航海(1502-1503)に使用された船団のうちの一隻で、ヴァスコダガマの母方の叔父であるビセンテ・ソドレが船長をつとめていた｡
1502年、ヴァスコ・ダ・ガマは、ポルトガル王マヌエル1世により20隻から構成される艦隊の司令官に命じられ、インドへの航海に出る。そのうちの一隻がエスメラルダ号である。エスメラルダはインドのポルトガル人勢力を防衛するという任務を帯びその地に残された。1503年5月エスメラルダ号はオマーンのアルハラニヤ島にて停泊中に嵐に合い沈没する。
1998年、沈没船引き揚げ業者のデビッド・ミアーンズがエスメラルダ号を発見する。その後、2013年から2015年に掛けて発掘作業が行われた。沈没船からはポルトガル王マヌエル1世の紋章が刻まれたアストロラーベが発見されているほか、進水年とみられる「1498」という年号が刻まれた船鐘も発見されている。